# 이나가키 시게사다
이나가키 시게사다(일본어: 稲垣重定, 1648년 ~ 1707년 12월 3일)는 오미 야마카미 번 초대 번주이다. 관위는 종5위하, 빈고노카미, 아키노카미.
아버지는 하타모토 이나가키 시게모토이며 조부는 이세사키번주 이나가키 나가시게이다.
|  | 제1대 야마카미 번 번주 (이나가키 가문) 1698년 ~ 1707년 | 후임 이나가키 시게후사 |